# 德理文侯爵
玛丽-让-莱昂·勒科克 德理文·德·圣丹尼斯侯爵（法語：Marie-Jean-Léon Le Coq,Marquis d'Hervey de Saint-Denys，1822年5月6日—1892年11月2日），是法国汉学家，法兰西公学院汉语、鞑靼语和满语教授，主要研究睡眠和夢而闻名。